# 名畫圖典
名畫圖典又稱畫典。是一種以圖畫為基礎的工具書，選用相同的主題，不同的流派、不同的畫家作品，同時呈現。並註明與該名畫的相關資訊，畫作名與其簡介、作者名與其簡介、流派、作者的其他作品名稱、哪些知名的畫家受其影響等。
被收錄於畫典的畫作，等同進行過一次商業鑑定，等同再次肯定他們的價值。尤其是被知名的畫典所收錄。

## 畫典的製作
由於畫典裡的各圖像，需要各名畫持有者的同意才能夠翻拍。因此編輯者需要有足夠的鑑賞力，與足夠的財力支援。在日本漫畫家細野不二彥的作品《真相之眼》之中，曾經提及到這些。

## 範例
- Robert J. Belton. . Flame Tree Publishing. 2004-07-29. ISBN 978-1844511419 （英语）.